# Out of the Game
Out of the Game ist das siebte Studioalbum des US-amerikanisch-kanadischen Singer-Songwriters und Komponisten Rufus Wainwright, das im April 2012 erschien.

## Entstehung und Veröffentlichung
Die Erstveröffentlichung von Out of the Game erfolgte am 20. April 2012 bei Decca Records. Das album erschien in seiner Originalausführung als CD und Download mit zwölf Titeln (Katalognummer: 06025 2796786). Am gleichen Tag erschien auch eine Deluxeversion mit einer Bonus-DVD (Katalognummer: 06025 2795428).
Geschrieben wurden alle Lieder alleine vom Interpreten selbst. Für die Produktion aller Lieder zeichnete alleine Mark Ronson, in zwei Studios in New York City, verantwortlich. Wie Ronson in einem Interview mit dem Rolling Stone verriet, hatte Wainwright ihm die Aufgabe gestellt, dessen Musik so aufzunehmen und zu arrangieren, „dass die Leute nicht mehr merken, wie komplex sie ist.“ Dabei waren etliche Gastmusiker beteiligt, z. B. Martha Wainwright, Thomas "Doveman" Bartlett, Schlagzeuger Andy Burrows, Gitarrist Nels Cline, Mitglieder von den Dap-Kings, Sean Lennon, die Band Wilco, Miike Snows Andrew Wyatt und Yeah Yeah Yeahs Gitarrist Nick Zinner.

## Titelliste
1. Out of the Game – 4:06
2. Jericho – 3:44
3. Rashida – 3:00
4. Barbara – 3:56
5. Welcome to the Ball – 3:26
6. Montauk – 3:57
7. Bitter Tears – 3:32
8. Respectable Dive – 4:55
9. Perfect Man – 3:58
10. Sometimes You Need – 3:21
11. Song of You – 4:51
12. Candles – 7:42

iTunes Bonustitel
1. WWIII – 3:56 (Koautor: Guy Chambers)

## Rezensionen
Das Album wurde von den Kritikern überwiegend positiv aufgenommen.Rufus Wainwright: Out of the Game by Rufus Wainwright Reviews and Tracks - Metacritic. In: metacritic.com. 1. Mai 2012, abgerufen am 10. März 2024 (englisch). Allmusic vergab 4 von 5 Sternen, plattentests.de 8 von 10 Punkten. Laut.de schrieb: „Mit "Out Of The Game" beweist sich Rufus Wainwright erneut als fantastischer Songschreiber mit unverwechselbarer Theatralik auf ganz hohem Niveau. Insofern wartet das rundum gelungene Werk mit keinen Überraschungen auf. Trotzdem handelt es sich um sein vielleicht zugänglichstes, weil bei aller Vielseitigkeit weniger opulent ausgestattetes Werk, das den Ersthörer genauso erfreuen dürfte wie den jahrelangen Fan. Mark Ronson hat prima Arbeit geleistet, er rückt Wainwright in kein gänzlich neues Licht, er hat es nur ein wenig gedimmt!“ Das deutsche Rolling Stone Magazin vergab 41/2 Sterne und endete seine Rezension mit dem Satz: "Die schiere Brillanz lässt uns erschöpft zurück: Wir haben einem Genie gelauscht".

## Chartplatzierungen
Out of the Game avancierte zum Top-10-Erfolg in Dänemark und dem Vereinigten Königreich.
| ChartsChartplatzierungen       | Höchstplatzierung | Wochen |
| ------------------------------ | ----------------- | ------ |
| Deutschland (GfK)              | 22 (2 Wo.)        | 2      |
| Österreich (Ö3)                | 32 (2 Wo.)        | 2      |
| Schweiz (IFPI)                 | 59 (1 Wo.)        | 1      |
| Vereinigte Staaten (Billboard) | 35 (3 Wo.)        | 3      |
| Vereinigtes Königreich (OCC)   | 5 (3 Wo.)         | 3      |

## Trivia
Im Video zur ersten Single Out of the Game spielt Schauspielerin Helena Bonham Carter, mit der Wainwright befreundet ist, eine gelangweilte Bibliothekarin.